# Carrazedo de Montenegro
Carrazedo de Montenegro is gelegen in de gemeente Valpaços, in de provincie tras-os-montes in het noorden van Portugal.